# Starbuck Holger Meins
Starbuck Holger Meins es una película del género documental de 2002, dirigida por Gerd Conradt, que a su vez la escribió junto a Hartmut Jahn, musicalizada por Lars Löhn, en la fotografía estuvo Armin Fausten, Steffen Grossmann, Hans Rombach y Philipp Virus, los protagonistas son Michael Ballhaus, Suzanne Beyeler y Manfred Blessmann, entre otros. El filme fue realizado por Hartmut Jahn Filmproduktion, se estrenó el 23 de mayo de 2002.

## Sinopsis
"Starbuck", era el apodo secreto de Holger Meins (1941-1974), el navegante del grupo Baader-Meinhof. El documental muestra como este hombre fallece a los 33 años a causa de una huelga de hambre en la cárcel.